# Zaaziornaja (obwód brzeski)
Zaaziornaja (biał. Заазёрная; ros. Заозёрная, Zaoziornaja; hist. Annaspaska; biał. Аннаспа́ская, Annaspaskaja) – wieś na Białorusi, w obwodzie brzeskim, w rejonie małoryckim, w sielsowiecie Ołtusz, w pobliżu Jeziora Ołtuskiego.

## Historia
W dwudziestoleciu międzywojennym Annaspaska leżała w Polsce, w województwie poleskim, w powiecie brzeskim, w gminie Ołtusz. W 1924 wieś liczyła 140 mieszkańców. Wszyscy mieszkańcy byli Polakami wyznania prawosławnego.
Po II wojnie światowej w granicach Związku Sowieckiego. Od 1991 w niepodległej Białorusi.